# Géza II av Ungern
Géza II, född 1130 död 1162, var Kung av Ungern 1141-1162. 
Son till Bela II av Ungern.
Gift med Eufrosyne av Kiev.
Barn:
1. Stefan III av Ungern.